# Larmjuveltrast
Larmjuveltrast (Pitta versicolor) är en fågel i familjen juveltrastar inom ordningen tättingar.

## Utseende och läten
Larmjuveltrasten är en knubbig tätting med kort stjärt och långa ben. Arten är mycket färgglad, med grönt och svart på vingarna, mattgul undersida, kastanjebrun hjässa, en svart strimma i ansiktet, lysande blå fläck på skuldran och en röd fläck under stjärten. Lätet är som namnet avslöjar mycket ljudligt, en kort ramsa som ofta återges med frasen "walk to work".

## Utbredning och systematik
Larmjuveltrast delas in i tre underarter:
- Pitta versicolor simillima – förekommer i nordöstra Queensland (East Cape York-halvön och öar i Torres Strait)
- Pitta versicolor intermedia – förekommer i nordöstra Queensland (Cooktown till Cairns och Atherton, Eungella)
- Pitta versicolor versicolor – förekommer i östra Australien (Gladstone, Queensland till Sydney-området, New South Wales)

## Levnadssätt
Larmjuveltrasten hittas huvudsakligen inne i regnskog, men kan göra säsongsmässiga förflyttningar och påträffas mycket nära kusten vintertid, även i mangroveskogar. Trots den praktfulla dräkten kan den vara svår att få syn på när den hoppar runt på marken inne i skogen. Den hörs därför oftare än ses, ropande från låg nivå, men ibland även från högt i trädtaket. 

## Status och hot
Arten har ett stort utbredningsområde, men tros minska i antal, dock inte tillräckligt kraftigt för att den ska betraktas som hotad. Internationella naturvårdsunionen IUCN listar arten som livskraftig (LC).

## Bilder

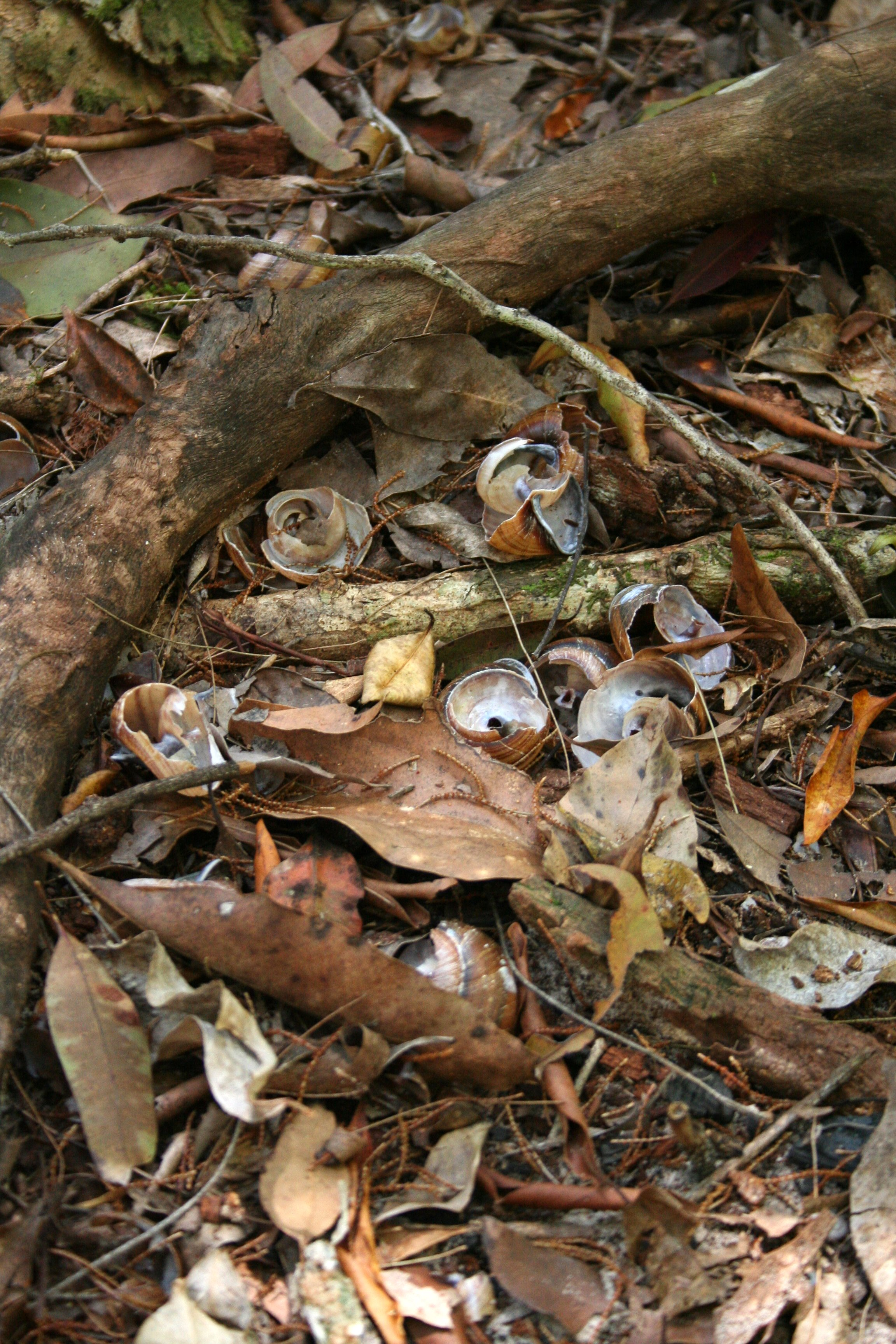
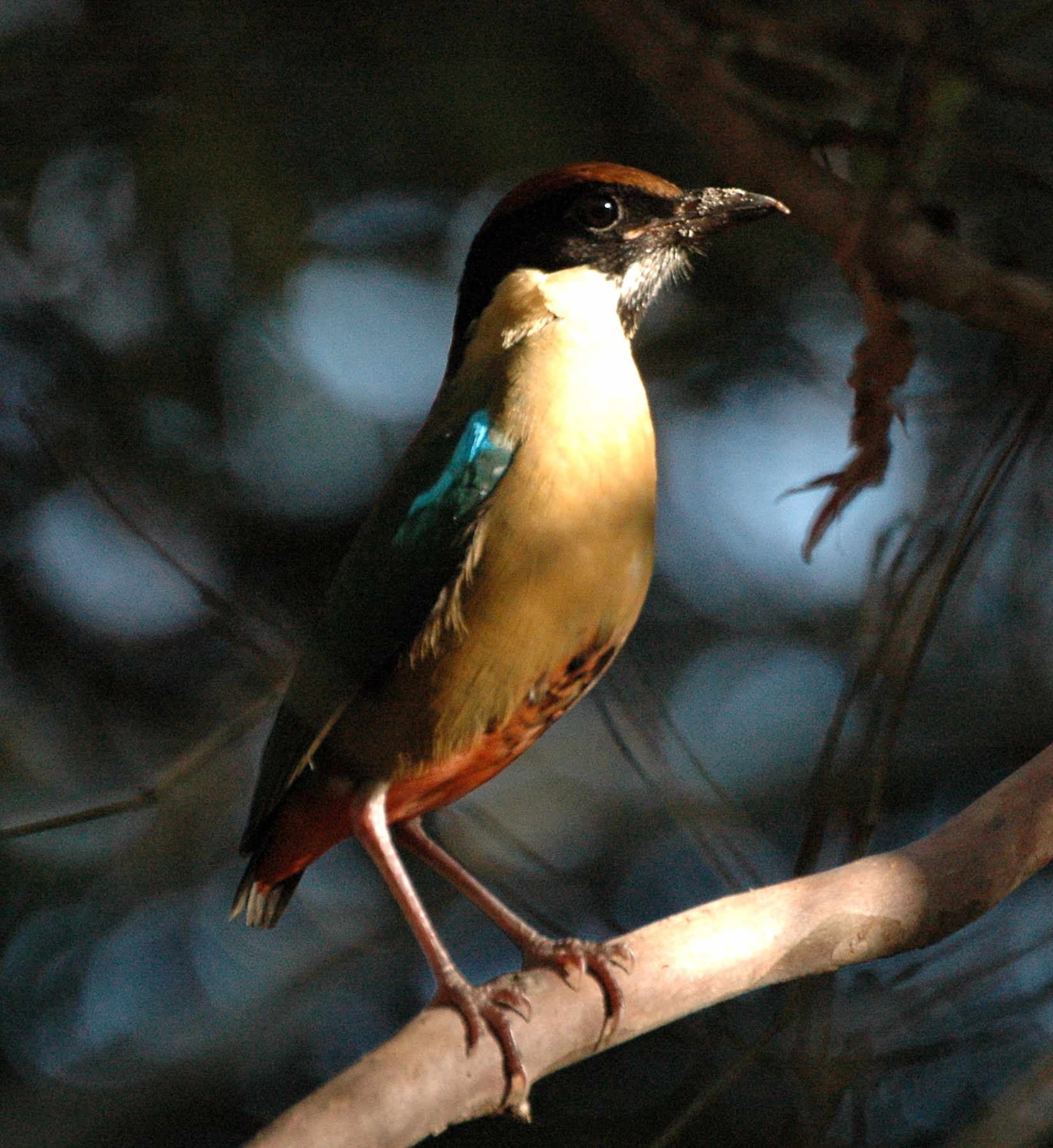